# Капанадзе Давид Амбакович
Давид Амбакович Капанадзе (1909, село Свірі, тепер Зестафонський муніципалітет, Грузія — ?) — грузинський радянський діяч, інженер, начальник 4-ї дільниці рудника імені Сталіна Чіатурського марганцевого тресту Грузинської РСР. Депутат Верховної ради СРСР 1-го скликання.

## Життєпис
Народився в бідній селянській родині. Закінчив сільську чотирикласну школу. З дитячих років працював у господарстві батьків.
У 1925 році закінчив семирічну школу в місті Зестафоні. У 1925 році вступив до комсомолу. З 1926 по 1928 рік навчався у десятирічній середній школі в Зестафоні.
У 1928—1930 роках працював на вугільних копальнях у Тквібулі. З 1930 року працював на Чіатурських марганцевих рудниках Грузинської РСР.
Член ВКП(б) з 1931 року.
У 1931—1937 роках — студент Тифліського (Тбіліського) індустріального інституту, здобув спеціальність інженера.
З 1937 роках — начальник 4-ї дільниці рудника імені Сталіна Чіатурського марганцевого тресту Грузинської РСР.
Подальша доля невідома.